# NGC 865
NGC 865 est une galaxie spirale située dans la constellation du Triangle. NGC 865 a été découverte par l'astronome français Édouard Stephan en 1871.

## Caractéristiques
Sa vitesse par rapport au fond diffus cosmologique est de 2 749 ± 17 km/s, ce qui correspond à une distance de Hubble de 40,5 ± 2,9 Mpc (∼132 millions d'al).
À ce jour, 16 mesures non basées sur le décalage vers le rouge (redshift) donnent une distance de 33,488 ± 4,138 Mpc (∼109 millions d'al), ce qui est tout juste à l'extérieur des valeurs de la distance de Hubble. Notons cependant que c'est avec la valeur moyenne des mesures indépendantes, lorsqu'elles existent, que la base de données NASA/IPAC calcule le diamètre d'une galaxie et qu'en conséquence le diamètre de NGC 865 pourrait être d'environ 23,6 kpc (∼77 000 al) si on utilisait la distance de Hubble pour le calculer.
NGC 865 présente une large raie HI.